# Chicorée scarole
Variété
Classification phylogénétique
La scarole ou chicorée scarole est une variété de salade à grandes feuilles frisées et croquantes couramment cultivée. Les feuilles intérieures sont plus pâles et beaucoup moins amères que les feuilles extérieures. Sur le plan botanique, c'est une sous-espèce de la chicorée endive dont il existe de nombreuses variétés. C'est un légume qui se cultive principalement à l'automne.
Nom scientifique : Cichorium endivia var. latifolium, famille des Asteraceae.
Noms vernaculaires : scarole, escarole, chicorée blanche, endive à larges feuilles.

## Description
Plante herbacée à nombreuses feuilles vertes croquantes légèrement ondulées disposées en rosette. Son cœur a des feuilles blanches bordées de jaune.
Saveur légèrement amère.

## Variétés
En 2023, 24 variétés sont inscrites au Catalogue français dont : Blonde à cœur plein, Cornet d'Anjou, Cornet de Bordeaux, Géante maraîchère, Grosse bouclée 2 , et de nombreuses variétés améliorées comme Alexia, Allure, Aranza, Gargantua, Lempika, Maruchka, etc.
.

## Utilisations culinaires
Elle est habituellement servie crue avec un assaisonnement relevé à la moutarde ou à l'échalote, mais on peut aussi bien la cuire, elle gardera toute sa saveur. C'est une source élevée de potassium et d'acide folique.